# Kërstec
Kërstec (serb. Krstac, Krstac) – wieś w Kosowie, w regionie Prizren, w gminie Dragaš. W 2011 roku liczyła 420 mieszkańców. 